# Eleutherodactylus juanariveroi
Eleutherodactylus juanariveroi é uma espécie de anfíbio anuros da família Eleutherodactylidae. Está presente em Puerto Rico. A UICN classificou-a como em perigo crítico.